# Sundarion auriculata
Sundarion auriculata är en insektsart som beskrevs av Carl Stål. Sundarion auriculata ingår i släktet Sundarion och familjen hornstritar. Inga underarter finns listade i Catalogue of Life.